# Flux
Flux — четвёртый студийный альбом американской певицы Поппи. Он был выпущен 24 сентября 2021 года на лейбле Sumerian Records. Альбом был спродюсирован Джастином Мелдал-Джонсеном и отличается более органичным звучанием по сравнению с её предыдущим альбомом I Disagree. Альбом получил в целом положительные отзывы критиков.

## Об альбоме и релизе
Во время интервью журналу Spin, Поппи сказала, что она хотела, чтобы написание песен было в центре внимания альбома, а не «американские горки эмоций, каким был I Disagree». Альбом продюсировал Джастин Мелдал-Джонсен, который ранее работал с Paramore, M83, St. Vincent. 30 июня 2021 года Поппи выпустила лид-сингл нового альбома под названием «Her». Заглавный трек был выпущен в качестве второго сингла альбома. 25 августа 2021 года Поппи выпустила третий сингл с альбома под названием «So Mean» и сопроводительное музыкальное видео . Альбом был выпущен 24 сентября 2021 года.

## Композиции
Flux был описан как альтернативный рок, гранж, поп-панк, дрим-поп, гаражный рок, шугейз и панк-рок. AllMusic назвал альбом «откровенным роком». Flood Magazine также назвал альбом гранж-попом. Согласно Spin, альбом «[опирается] на стоунер-метал („Lessen the Damage“), поп-панк („So Mean“), новую волну („Hysteria“) и шугейз-дрим-поп („As Strange As It Seems“) в удовлетворительных всплесках.» В заглавном треке используются некоторые электронные элементы. Альбом представляет собой отход от металлического звучания её предыдущего альбома и считается менее агрессивным. Тем не менее, в альбоме всё ещё звучат скриминги Поппи. Альбом также отличается более органичным звучанием по сравнению с её предыдущим альбомом. По словам Поппи в интервью Spin, «чтобы все мы были в комнате вместе, Джастин хотел сделать живую запись. И он упомянул об этом в самом начале — его точные слова были: „Я никогда не был так мало готов к началу альбома“, что меня очень взволновало». Чтобы альбом звучал более органично, Поппи и её группа записали его прямо на магнитофонную плёнку.

## Отзывы критиков
| Совокупная оценка    | Совокупная оценка |
| Источник             | Оценка            |
| -------------------- | ----------------- |
| AnyDecentMusic?      | 8.2/10            |
| Metacritic           | 80/100            |
| Оценки критиков      |                   |
| Источник             | Оценка            |
| AllMusic             | [ 15 ]            |
| Beats Per Minute     | 80%               |
| Clash                | 8/10              |
| DIY                  | [ 21 ]            |
| Exclaim!             | 9/10              |
| Kerrang!             | 4/5               |
| The Line of Best Fit | 9/10              |
| NME                  | [ 8 ]             |
| Pitchfork            | 7.3/10            |
| Wall of Sound        | 8/10              |

Flux получил признание критиков. На сайте Metacritic, который присваивает нормализованный рейтинг из 100 баллов рецензиям основных критиков, альбом получил средний балл 80 из 100 на основе восьми рецензий.
Нил Зи Йенг из AllMusic посчитал альбом «шагом вперёд в написании песен Поппи» и назвал альбом «[её самой] аутентичной и серьёзной работой.» Джон Уолмахер из Beats Per Minute заявил: «Flux — самый прямой и нефильтрованный из всех проектов Перейры до сих пор. Где её… поп-пластинки исследовали вирусные аспекты культурного косплея, и I Disagree наблюдал, как она игриво сплетала попурри, в которых ню-метал пересекался с японским сити-попом и психоделией 60-х… Flux удаётся подчеркнуть забытое влияние женщин на рок и поп в 90-х. …» Шеннон Гарнер из Clash высоко оценила музыкальное содержание альбома и возврат к старым звукам, заявив, что это «искромётная смесь альт-рока 90-х и смелых элементов 2k21». Эмма Свон из DIY высоко оценила альбом и назвала его «отличным рок-альбомом» .
В статье для Exclaim! Рис Джергенсен заявил: «[Поппи] постоянно нуждается в переменах — в потоке — по иронии судьбы, именно это придаёт ей постоянство. Этим альбомом Поппи очень чётко заявляет, что её новая ниша — не иметь ниши». Риан Дейли из The Forty-Five положительно отнеслась к альбому и заявила, что «четвёртый альбом Поппи — это звук, когда она находит себя в большом творческом сдвиге». Джеймс Хики из Kerrang! заявил, что «Поппи одержала триумф в своём самом глубоком и художественном альбоме на сегодняшний день, Flux». Ред Дзири из The Line of Best Fit заявил: «Её последний альбом доказывает, что её просто невозможно загнать в рамки — несмотря на все попытки предыдущих коллег сдержать её» .
Эль Хант, написавший для NME, охарактеризовал альбом как «решительный, полный веселья и разрушающий восприятие альт-рок». Брэд Сандерс, написавший для Pitchfork, заявил: «Альбомы Поппи все чаще предлагают откровенные взгляды на женщину за маской. Flux — её самая неприкрытая работа, и это самый близкий путь к встрече с настоящей Поппи». Пол Браун из Wall of Sound заявил: «[этот альбом доказывает], что Поппи заслужила своё место среди великих представителей альтернативной сцены».

### Итоговые списки
| Публикация       | Ассоциация                    | Год  | Позиция | Источник |
| ---------------- | ----------------------------- | ---- | ------- | -------- |
| The Boston Globe | 60 лучших альбомов года       | 2021 | -       | [ 26 ]   |
| Kerrang          | 50 лучших альбомов 2021 года  | 2021 | 16      | [ 27 ]   |
| RIFF Magazine    | 108 лучших альбомов 2021 года | 2021 | 24      | [ 28 ]   |

## Список композиций
Все треки спродюсированы Джастином Мелдал-Джонсеном.
| №                   | Название                 | Автор(ы)                     | Длительность |
| ------------------- | ------------------------ | ---------------------------- | ------------ |
| 1.                  | «Flux»                   | Поппи Саймон Уилкокс         | 5:00         |
| 2.                  | «Lessen the Damage»      | Поппи Уилклкс                | 2:21         |
| 3.                  | «So Mean»                | Поппи Крис Грейтти           | 2:56         |
| 4.                  | «On the Level»           | Поппи Грейтти                | 3:25         |
| 5.                  | «Hysteria»               | Поппи Уилклкс Мелдал-Джонсен | 4:20         |
| 6.                  | «Her»                    | Поппи                        | 2:08         |
| 7.                  | «Bloom»                  | Поппи Грейтти                | 3:50         |
| 8.                  | «As Strange as It Seems» | Поппи Грейтти                | 4:05         |
| 9.                  | «Never Find My Place»    | Поппи Грейтти                | 4:00         |
| Общая длительность: | Общая длительность:      | Общая длительность:          | 32:11        |

## Чарты
| Чарт (2021)                                   | Высшая позиция |
| --------------------------------------------- | -------------- |
| Великобритания (UK Digital Albums Chart)      | 46             |
| Великобритания (UK Independent Albums Chart)  | 40             |
| Великобритания (UK Rock & Metal Albums Chart) | 16             |
| США (Billboard)                               | 60             |

## История релиза
| Страна    | Дата             | Формат(ы)                        | Лейбл    | Источник |
| --------- | ---------------- | -------------------------------- | -------- | -------- |
| Различные | 24 сентября 2021 | CD цифровое скачивание стириминг | Sumerian | [ 33 ]   |
| Различные | 12 ноября 2021   | Винил                            | Sumerian | [ 34 ]   |